# Smolensk
Smolensk (rusko: Смоленск) je mesto in upravno središče Smolenske oblasti v Rusiji, ki leži ob reki Dneper, 360 kilometrov  zahodno-jugozahodno od Moskve. Prvič omenjen leta 863, je eno najstarejših mest v Rusiji.
Mesto je bilo v svoji dolgi zgodovini večkrat uničeno, ker je bilo na invazijskih poteh različnih imperijev. Smolensk je znan po industriji elektronike, tekstila, predelave hrane in obdelave diamantov.

## Etimologija
Ime mesta izhaja iz imena reke Smolnja. Reka Smolnja teče skozi območja Karelije in Murmanska v severozahodni Rusiji. Izvor imena reke je manj jasen. Ena od možnosti je stara slovanska beseda смоль (smol) za črno prst, ki bi lahko obarvala vode Smolnje. Alternativni izvor bi lahko bila ruska beseda смола (smola), kar pomeni smola, katran. V okolici rastejo borovci, mesto pa je bilo nekoč središče predelave in trgovine s smolo. Bizantinski cesar Konstantin VII. (vladal 913–959) je njeno ime zapisal kot Μιλινισκα (Miliniska).

## Geografija
Mesto leži v evropski Rusiji na bregovih zgornjega toka reke Dneper, ki prečka mesto znotraj Smolenskega gorja, ki je zahodni del Smolensko-moskovskega gorja. Reka Dneper teče skozi mesto od vzhoda proti zahodu in ga deli na dva dela: severni (Zadneprove) in južni (središče). Znotraj mesta in njegove okolice se v reko vliva v več manjših pritokov.
V dolinah so razpotegnjene ulice, visoki grebeni, hribi in rti tvorijo gore. Smolensk leži na sedmih gričih. Stari del mesta zavzema visok, razgiban levi (južni) breg reke Dneper. Območje ima valovit teren z velikim številom pritokov, potokov in grap.

### Upravna delitev
Smolensk služi kot upravno središče regije in v okviru upravnih delitev služi tudi kot upravno središče Smolenske oblasti, čeprav ni njegov del. Kot upravna enota je vključen ločeno kot Smolenski urbani okrug - upravna enota s statusom, ki je enak statusu okrožij. Kot občinska enota ima ta upravna enota tudi status mestnega okrožja.

### Podnebje
Smolensk ima toplo poletno vlažno celinsko podnebje (Köppnova podnebna klasifikacija Dfb). Po evropskih standardih je podnebje za zemljepisno širino na 54°S precej hladno. Skrajna notranja lega se pomladi razmeroma hitro segreje, saj je maj precej milejši od septembra.

## Zgodovina

### Srenjeveški izvor
Smolensk je med najstarejšimi ruskimi mesti znane ruske dobe. Prva omemba mesta je bila leta 863 našega štetja, dve leti po ustanovitvi Kijevske Rusije. Po Ruski primarni kroniki (staro vzhodnoslovansko: Повѣсть времѧньныхъ лѣтъ, latinizirano: Pověstĭ vremęnĭnyxŭ lětŭ; belorusko: Аповесць мінулых часоў, latinizirano: Apoviesć minulych časoŭ; rusko: Повесть временных лет, latinizirano: Povest' vremennykh let; ukrajinsko: Повість минулих літ, latinizirano: Povist' mynulykh lit) je bil Smolensk (verjetno ležeč nekoliko nižje, na arheološkem najdišču Gnezdovo) na območju, ki ga je leta 882 poselilo vzhodnoslovansko pleme Radimičev, ko ga je Oleg Novgorodski zavzel na poti iz Novgoroda v Kijev. Mesto je bilo prvič izpričano dve desetletji prej, ko sta se varjaška poglavarja Askold in Dir na poti v Kijev odločila, da ne bosta zahtevala Smolenska zaradi njegove velike velikosti in prebivalstva.
Prvi tuji pisec, ki je omenil mesto, je bil bizantinski cesar Konstantin VII. Porfirogenet. V De administrando imperio (ok. 950) je Smolensk opisal kot ključno postajo na trgovski poti od Varjagov do Grkov. Rusi so iz baltske regije pluli navzgor po reki Zahodni Dvini (Daugavi), kolikor so lahko, nato pa so svoje čolne prepeljali v zgornji Dneper. V Smolensku naj bi popravili morebitne poškodbe in majhne luknje, ki so nastale na njihovih čolnih zaradi vlečenja po tleh, za to pa so uporabili katran, od tod tudi možno ime mesta.
Kneževina Smolensk je bila ustanovljena leta 1054. Zaradi osrednjega položaja v Kijevski Rusiji se je mesto hitro razvijalo. Do konca 12. stoletja je bila kneževina ena najmočnejših v vzhodni Evropi, tako da so smolenski knezi pogosto nadzorovali kijevski prestol. V mestu so takrat zgradili številne cerkve, med njimi tudi cerkev sv. Petra in Pavla (1146, po 2. svetovni vojni obnovljena v domnevno prvotno podobo) in cerkev sv. Janeza Krstnika (1180, tudi delno predelana). Najimenitnejša cerkev v mestu se imenuje Svirskaya ali cerkev sv. Mihaela (1197, še vedno); sodobniki so jo občudovali kot najlepšo stavbo vzhodno od Kijeva.
Smolensk je imel že od samega začetka svoje zgodovine svoje veče. Njegova moč se je povečala po razpadu Kijevske Rusije in čeprav ni bil tako močan kot veče v Novgorodu, so morali knezi upoštevati njegovo mnenje; med njimi je v 12. in 13. stoletju večkrat prišlo do odkritega spopada.

### Med Litvo in Rusijo
Velika litovska kneževina 1404–1514
 Moskovska velika kneževina 1514–1547
 Rusko carstvo 1547–1611
 Republika obeh narodov 1611–1656
 Rusko carstvo 1656–1721
 Ruski imperij 1721–1812
 Francoska okupacija 1812
 Ruski imperij 1812–1917
 Ruska republika 1917–1918
 Beloruska ljudska republika 1918–1919
 Sovjetska socialistična republika Belorusija 1919
 Ruska SFSR 1919–1922
 Soviet Union 1922–1941
 German occupation 1941–1943
 Soviet Union 1943–1991
 Rusija 1991–danes

Čeprav so mu mongolske vojske leta 1240 prizanesle, je Smolensk plačal davek Zlati hordi in postopoma postal kmet v dolgem boju med Veliko litovsko kneževino in Moskovsko veliko kneževino. Zadnji suvereni monarh Smolenska je bil Jurij Smolenski; med njegovo vladavino je mesto trikrat zavzel Vitold Veliki iz Litve: leta 1395, 1404 in 1408. Po vključitvi mesta v Veliko litovsko kneževino so se nekateri smolenski bojarji (npr. Sapiehaji) preselili v Vilno; potomci vladajočih knezov (npr. Tatiščev, Kropotkin, Musorgski, Vjazemski) so pobegnili v Moskvo.
Trije litovski smolenski polki so leta 1410 sodelovali v bitki pri Grunwaldu (Tannenberg) proti tevtonskemu viteškemu redu. To je bil hud udarec za Litvo, ko je mesto leta 1514 zavzel ruski kralj Vasilij III. V spomin na ta dogodek je car v Moskvi ustanovil Novodevičji samostan in ga posvetil ikoni Gospe iz Smolenska.
Da bi odvrnil prihodnje poljsko-litovske napade, je Boris Godunov za svojo prednostno nalogo postavil močno utrdbo mesta. Kamniti kremelj, zgrajen v letih 1597–1602, je največji v Rusiji. Ima debele zidove in številne stražne stolpe. Močne utrdbe niso preprečile, da bi trdnjavo leta 1611 po dolgem dvajsetmesečnem obleganju, v času težav in Dimitriadov, zavzela Poljsko-litovska skupnost. Oslabljena Moskovija je s pogodbi iz Dywilina začasno prepustila ozemlje Smolensk Poljsko-litovski državi. Mesto je leta 1611 dobilo magdeburško pravico in je bilo naslednjih triinštirideset let sedež Smolenskega vojvodstva.
Da bi ponovno zavzeli mesto, je Rusko carstvo leta 1632 sprožilo tako imenovano »smolensko vojno« proti Poljsko-litovski skupnosti. Po porazu s strani kralja Vladislava IV. je mesto ostalo v poljsko-litovskih rokah. Leta 1632 je uniatski škof Lew Kreuza v Smolensku zgradil svoja stanovanja; kasneje so jih spremenili v vzhodno pravoslavno cerkev svete Barbare. Sovražnosti so se nadaljevale leta 1654, ko sta Poljsko-litovsko skupnost prizadela vstaja Hmelnickega in švedski potop. Po novem obleganju, 23. septembra 1654, je Smolensk ponovno zavzela Rusija. V Andrusovskem premirju leta 1667 se je Poljsko-litovska skupnost odpovedala zahtevam po Smolensku.

### Sodobna zgodovina
Smolensk je bil za Ruse posebno mesto iz več razlogov, nenazadnje tudi zaradi dejstva, da je tamkajšnja cerkev hranila eno najbolj čaščenih pravoslavnih ikon, pripisanih svetemu Luki. Gradnja nove cerkve Marijinega vnebovzetja je bil velik projekt, ki je trajal več kot stoletje. Kljub temu, da je Smolensk počasi tonil v gospodarsko zaledje, so carji še vedno cenili Smolensk kot ključno trdnjavo, ki brani pot proti Moskvi. Leta 1708 je postal sedež gubernije Smolensk.
Avgusta 1812 sta se v Smolensku spopadli dve največji vojski, kar jih je bilo kdaj zbranih. Med težko bitko, ki jo je opisal Lev Nikolajevič Tolstoj v 'romanu Vojna in mir (tretja knjiga, drugi del, 4. poglavje), je Napoleon vstopil v mesto. Skupne izgube so bile ocenjene na 30.000 mož. Poleg drugih vojaških spomenikov je v središču Smolenska spomenik Orlom, ki so ga odkrili leta 1912 ob stoletnici Napoleonove vojne v Rusiji.
Na začetku prve svetovne vojne je bila 56. smolenska pehotna divizija najprej dodeljena prvi armadi cesarske ruske vojske. Borili so se v bitki pri Tannenbergu. Kasneje je bila premeščena v 10. armado in se borila v drugi bitki pri Mazurskih jezerih. Marca 1918 je Beloruska ljudska republika, razglašena v Minsku pod nemško okupacijo, razglasila Smolensk za njen del. Februarja–decembra 1918 je bil Smolensk dom štaba Zahodne fronte, Boljševiškega komiteja Severozahodne oblasti in Izvršnega komiteja Zahodne oblasti. 1. januarja 1919 je bila v Smolensku razglašena Beloruska sovjetska socialistična republika, vendar se je njena vlada preselila v Minsk takoj, ko so bile nemške sile nekaj dni pozneje pregnane iz mesta.

### Sovjetsko obdobje
Po revoluciji je prišlo do razprave o vključitvi Smolenska v Belorusko SSR. Leta 1920 je bil opravljen pokrajinski popis prebivalstva, po katerem je rusko prebivalstvo prevladalo nad beloruskim, kar je pomenilo, da je bil Smolensk premeščen v Rusko SFSR. Poljski del mesta se je upiral tej odločitvi in aprila 1935 je prišlo do upora v Mieczysławu, v katerem je po ocenah umrlo 176 poljskih uporniških borcev, v nasprotju s 7 ranjenimi ruskimi vojaki, poslanimi za nadzor nad nemiri. Leta 1940 se je 18 km od Smolenska zgodil pokol v Katinu, v katerem je NKVD pobil približno 22.000 poljskih ujetnikov. V tem času je bil Boris Menšagin župan Smolenska s svojim namestnikom Borisom Bazilevskim. Oba bi bila ključni priči na nürnberškem procesu glede pokola.
Med drugo svetovno vojno je bil Smolensk znova priča obsežnim spopadom med prvo bitko za Smolensk, ko so 16. julija 1941 mesto zavzeli Nemci. Prva sovjetska protiofenziva proti nemški vojski se je začela avgusta, a je bila neuspešna. Vendar pa so omejene sovjetske zmage zunaj mesta ustavile nemško napredovanje za ključna dva meseca in dale čas branilcem Moskve, da se resno pripravijo. Več kot 93 % mesta je bilo uničenega med boji; starodavna ikona Gospe iz Smolenska je bila izgubljena. Kljub temu se je mesto izognilo popolnemu uničenju. Konec leta 1943 je Hermann Göring ukazal Gotthardu Heinriciju, naj uniči Smolensk v skladu z nacistično politiko »požgane zemlje«. Zavrnil je in bil za to kaznovan. Mesto je bilo dokončno osvobojeno 25. septembra 1943 med drugo bitko pri Smolensku. Smolensk je po vojni prejel redek naziv mesto heroj.
Potem ko so Nemci leta 1941 zavzeli mesto, so našli nedotaknjen arhiv Smolenskega območnega komiteja Komunistične partije, tako imenovani Smolenski arhiv. Arhiv je bil premeščen v Nemčijo, velik del pa je sčasoma končal v Združenih državah, kjer je zahodnim učenjakom in obveščevalnim strokovnjakom med hladno vojno zagotovil edinstvene informacije o lokalnem delovanju sovjetske vlade v prvih dveh desetletjih. Arhive so ZDA leta 2002 vrnile Rusiji.

### Nedavni dogodki
10. aprila 2010 je vojaško letalo Tu-154 s poljskim predsednikom Lechom Kaczyńskim, njegovo ženo in številnimi pomembnimi političnimi in vojaškimi osebnostmi strmoglavilo v gozdnem območju blizu Smolenska, medtem ko se je približevalo lokalnemu vojaškemu letališču. Vseh šestindevetdeset potnikov je umrlo takoj ob trku. Namen obiska je bila počastitev 70. obletnice katinskega pokola.
Junija 2013 so arheologi Ruske akademije znanosti odkrili in izkopali starodavne templje v Smolensku iz sredine do druge polovice 12. stoletja, zgrajene na levem bregu reke Dneper. Takrat je bilo mesto glavno mesto Smolenske kneževine.
Septembra 2013 je Smolensk obsežno praznoval svojo 1150. obletnico s sredstvi, porabljenimi za različne gradbene in obnovitvene projekte v mestu. Ob praznovanju je Centralna banka Rusije izdala spominske kovance iz plemenitih kovin.

## Znamenitosti
Smolensk je zaradi svoje dolge in bogate zgodovine dom številnih primerov ruske arhitekture, ki segajo od obdobja Kijevske Rusije do stalinističnega sloga po drugi svetovni vojni. Čeprav je bilo mesto večkrat uničeno, je ostalo veliko zgodovinsko in kulturno pomembnih stavb, vključno z velikim številom cerkva. Najbolj znane med njimi so cerkev Marijinega vnebovzetja, cerkev Brezmadežnega spočetja in cerkev svetega nadangela Mihaela, ki je ena redkih stavb iz časa pred mongolsko invazijo, ki so ostale v Rusiji.
- Hiša Engelhardt
- Hiša Budnikova
- Stavba Sberbank
- Uredništvo časopisa Krasnoarmeyskaya Pravda
- Koncertna dvorana Smolenske filharmonije
- Železniška postaja Smolensk
- Stavba veleblagovnice
- Dramsko gledališče A. Griboedov Smolensk

### Smolenski kremelj
Smolenski kremelj, zgrajen ob koncu 16. stoletja v času vladavine cesarjev Fjodorja I. Joanoviča in Borisa Godunova pod vodstvom arhitekta Fjodorja Kona, je eden največjih dosežkov ruske srednjeveške arhitekture in vojaškega inženirstva. 
- Obzidje Smolenska
- Spomenik Fjodorju Konu
- Stolp Bubleika
- Dolgočevski stolp
- Orlovski stolp

### Cerkve
- Cerkev Marijinega vnebovzetja
- Cerkev Brezmadežnega spočetja
- Cerkev nadangela Mihaela
- Cerkev svetega Petra in svetega Pavla na Gorodjanski
- Tempelj sv. Janeza Božanskega
- Cerkev svetega Nikolaja
- Cerkjev Vnebovzetja
- Bogojavljenska cerkev
- Samostan Odrešenika-preobrazbenega Avraamijeva
- Cerkev Svete Trojice

## Pobratena mesta
Smolensk je pobraten z:
- Colorado Springs, Colorado, ZDA (1993- suspendiran 2022)[15]
- Hagen, Nemčija (1985)
- Kerč, Ukrajina (2000)
- Kragujevac, Srbija (2009)
- občina Targovište, Bolgarija (2002)
- Tulle, Francija (1981)
- Vitebsk, Belorusija

## Časti
Smolenska ožina med otokom Livingston in otokom Deception na Južnih Shtlandskih otokih, Antarktika, je poimenovana po mestu.
Sovjetski projekt po drugi svetovni vojni je načrtoval izdelavo lahke križarke z imenom Smolensk. Nikoli ni bila zgrajena.